# 位向关系
位向关系，是指两晶体在空间的位置关系。常见的表示方法是用密勒指数表示，即面和面平行及方向和方向平行。例如钢铁材料中的马氏体相变，马氏体和奥氏体母相之间的位向关系可以描述成(111)奥氏体//(011)马氏体， [-101]奥氏体//[-1-11]马氏体，常称为K-S位向关系。